# Kościół Wniebowzięcia Najświętszej Maryi Panny w Alaquàs
Kościół Wniebowzięcia NMP – katolicki kościół parafialny w miejscowości Alaquàs (prowincja Walencja) w Hiszpanii, usytuowany na Plaza de la Iglesia (plac kościelny). Jest to lokalny zabytek o numerze identyfikacyjnym 46.14.005-001.

## Historia
Parafia została erygowana w 1540 r., a świątynia została zbudowana w tym samym stuleciu.
Hiszpańsko-muzułmańscy osadnicy w Alaquàs pierwotnie na miejscu obecnego kościoła parafialnego zbudowali swój meczet. Po przyjęciu chrztu, jako moryskowie, przekształcili go w świątynię katolicką poświęconą świętemu Piotrowi Apostołowi. Arcybiskup Walencji, błogosławiony Jan de Ribera,  w 1576 r. nakazał zmienić wezwanie kościoła na Wniebowzięcie Matki Bożej na polecenie hrabiego zarządzającego wsią, Luisa Pardo de La Casta. 
Główna część kościoła, prezbiterium oraz nawa główna powstawały pomiędzy rokiem 1680 a 1694. Nawa boczna powstała w XVIII wieku. Prace opłacała głównie lokalna społeczność.

## Opis
Świątynia jest skierowana w kierunku północnym. Architektura reprezentuje styl Churrigueresque, choć wiele dekoracji zniknęło wraz z restauracją w 1877 r. Nawa boczna natomiast stworzona jest w stylu neoklasycyzm. Ma dwie pary drzwi wejściowych. Drzwi główne, które służyły dla mieszkańców, mają fronton, w którym znajdowały się rzeźby Matki Boskiej oraz Ducha Świętego w postaci gołębia. Wejście boczne jest usytuowane przy ołtarzu głównym. Połączone z pałacem-zamkiem, łączą obiekt z kościołem w sposób, który mieszkańcom pałacu umożliwiał udział w mszy bez konieczności wychodzenia na zewnątrz zamku oraz spotykania się z lokalną społecznością. Wykonane w 1731 r. z kamienia mają bardzo proste dekoracje, znajdują się obok mównicy.
Chór jest usytuowany w wyższej części budynku, w korytarzu pomiędzy świątynią a zamkiem. Organy zostały zrujnowane podczas hiszpańskiej wojny domowej, jednak postanowiono odtworzyć je zgodnie z zapisami z XVI wieku. 
Krypta w kościele zajmująca całą kaplicę odznacza się ceglanymi ścianami bez łączenia cementem. Podłoga jest gliniana, sklepienie na suficie natomiast jest ceglane. Wejście do pomieszczenia jest zrobione z kamienia. W krypcie przechowywano ciała zmarłych, przykryte prześcieradłem do momentu pochówku, gdzie następnie były chowane w sąsiednim mieście Paterna. 
W kościele przy nastawie ołtarzowej znajdują się święte Justa i Rufina, a także podobizny czterech ewangelistów. W dolnej części nastawy widać męczeństwo świętego Hipolita wraz z dwoma świętymi. W części centralnej kościoła są rzeźby dwóch patronów Walencji, Wincentego z Saragossy oraz Wincentego Ferreriusza. Na suficie usytuowana jest rzeźba Trójcy Świętej. 